# Qingheiïta
La qingheiïta és un mineral de la classe dels fosfats, que pertany al grup de la wyl·lieïta. Yu Tinggao, Ma Zhesheng, Wang Wenying i Wu Mo li van donar aquest nom l'any 1983 per la localitat on va ser descoberta.

## Característiques
La qingheiïta és un fosfat de fórmula química NaMn3+Mg(Al,Fe3+)(PO₄)₃. Cristal·litza en el sistema monoclínic formant cristalls prismàtics curts o grans anèdrics tabulars. La seva duresa a l'escala de Mohs és 5,5. És una espècie isostructural amb els membres del grup de l'al·luaudita.
Segons la classificació de Nickel-Strunz, la qingheiïta pertany a «08.AC: Fosfats, etc. sense anions addicionals, sense H₂O, amb cations de mida mitjana i gran» juntament amb els següents minerals: howardevansita, al·luaudita, arseniopleïta, caryinita, ferroal·luaudita, hagendorfita, johil·lerita, maghagendorfita, nickenichita, varulita, ferrohagendorfita, bradaczekita, yazganita, groatita, bobfergusonita, ferrowyl·lieita, rosemaryita, wyl·lieïta, ferrorosemaryita, qingheiïta-(Fe2+), manitobaïta, marićita, berzeliïta, manganberzeliïta, palenzonaïta, schäferita, brianita, vitusita-(Ce), olgita, bario-olgita, whitlockita, estronciowhitlockita, merrillita, tuita, ferromerrillita, bobdownsita, chladniïta, fil·lowita, johnsomervilleita, galileiïta, stornesita-(Y), xenofil·lita, harrisonita, kosnarita, panethita, stanfieldita, ronneburgita, tillmannsita i filatovita.

## Formació i jaciments
Es troba en pegmatites de granit riques en moscovita, i sol trobar-se associada a altres minerals com: quars, moscovita, microclina, pirolusita o braunita. Va ser descoberta l'any 1981 a les pegmatites de Qinghe Co., a la prefectura d'Aletai (Xinjiang, Xina). També se n'ha trobat a Santa Ana (San Luis, Argentina) i a Michałkowa (Baixa Silèsia, Polònia).